# Alcino (futebolista)
Alcino Neves dos Santos Filho, mais conhecido como Alcino (Rio de Janeiro, 24 de março de 1951 — Belém, 12 de agosto de 2006), foi um futebolista brasileiro que atuou como atacante.

## Carreira

### Início
Nascido em família humilde nos subúrbios do Rio de Janeiro, Alcino começou no clube de sua vizinhança, o Madureira - inicialmente, de modo recreativo, e, a partir dos 16 anos, nas categorias de base propriamente ditas do "Tricolor Suburbano". Ainda na base, despertou atenção de emissários do Flamengo, em cujos juvenis ele chegou a realizar treinos em 1967. Contudo, as finanças familiares só permitiram por seis meses os deslocamentos à Gávea, com Alcino descuidando-se da assiduidade também pela boemia precoce e gosto por contravenções e pequenos furtos.
Ainda juvenil, Alcino também tentou jogar no Fluminense, mas não terminou liberado pelo Madureira. Em 1970, já destacando-se como artilheiro nos juvenis, teve suas primeiras chances no time principal do MAC, com três gols (um deles, sobre o Vasco da Gama em sete partidas pelo estadual no elenco treinado por Dequinha. Embora promissor, a postura descompromissada de Alcino em Conselheiro Galvão veio a render-lhe uma suspensão por tempo indeterminado na reta final. Como a maior parte de sua remuneração advinha das bonificações pós-vitórias, o atacante negociou então com o Olaria.
O alvianil era na época visto como o mais forte entre os clubes cariocas considerados pequenos: viria a ser o terceiro colocado no estadual de 1971, início de era dourada que atrairia em 1972 o próprio Garrincha e renderia em 1973 uma primeira participação na Série A do campeonato brasileiro - possuindo ao longo desse curto período alguns jogadores convocados à seleção brasileira. Alcino, contudo, durou pouco na Rua Bariri, não tardando em ter sua personalidade desaprovada pelo treinador Jair Rosa Pinto.
Com fama não apenas de "craque-problema" mas também pelo envolvimento em pequenos delitos, Alcino foi recusado por outros clubes dos subúrbios cariocas, negado por Bangu, Bonsucesso e Campo Grande. Na inatividade, participou em Madureira de assalto no qual foi reconhecido e criminalmente processado. Ao mesmo tempo, o Remo buscava um novo atacante e buscou informar-se com seu ex-zagueiro Assis, então no Fluminense, sobre potenciais atacantes bons e baratos pelo Rio. Assis sugeriu Alcino, que, por sua vez, viu na oferta de um clube do distante Pará a oportunidade para escapar da possibilidade real de ser preso em decorrência do processo criminal.

### Remo
Alcino chegou em Belém em dezembro de 1970  e viria a ser considerado o maior ídolo do Remo. onde tornou-se tricampeão paraense (1973, 1974 e 1975) tornando-se artilheiro nestas edições - respectivamente, com 7 gols, 12 gols e 21 gols. Em paralelo, na vida pessoal, constituiu família, com esposa e filhos paraenses, alguns concebidos fora do casamento.
Alcino também é o 2º maior artilheiro do Remo, com 158 gols marcados. atrás apenas de Dadinho. Seu brilho foi usado como argumento de reabilitação pelos advogados do clube para impedir a execução da pena de 64 meses de prisão à qual havia sido condenado, algo que fazia-o evitar viajar com o Remo para partidas no Rio de Janeiro, prevenindo-se da possibilidade de ser preso. A própria vítima do assalto veio a concordar e o processo criminal terminou arquivado em 1974, permitindo que Alcino, em 1975, se destacasse também como autor de um dos gols (juntamente com Mesquita) de recordada vitória remista dentro do estádio do Maracanã sobre o Flamengo de Zico.
O sucesso rendeu transferência ao Grêmio em 1976; foi somente sem a concorrência com Alcino que o Paysandu pôde, precisamente naquele ano, encerrar tabu de 24 jogos sem vencer o Re-Pa e voltar a obter o campeonato paraense, seu único entre os títulos bicolores de 1972 e de 1980.

### Grêmio e Portuguesa
Alcino chegou ao Grêmio em contexto no qual o novo clube, que tivera seu recordista heptacampeonato gaúcho seguido acumulado na década de 1960 recentemente igualado em 1975 pelo arquirrival Internacional, buscou em Alcino e nos argentinos Agustín Cejas e Oscar Ortiz os principais reforços para impedir que a marca fosse superada.
Alcino enfrentou a inconveniência de chamar-se de modo parecido com o maior artilheiro gremista, Alcindo, e não chegou a marcar gol no clássico Grenal. Mas teve bons momentos no antigo Olímpico Monumental, sagrando-se (com 17 gols) o artilheiro do estadual de 1976.
O Tricolor venceu o primeiro turno, mas ao fim o Inter conseguiu estabelecer o recorde do octacampeonato. O treinador gremista Paulo Lumumba daria lugar a Telê Santana, que ao longo do Brasileirão de 1976 viria a desaprovar as contínuas indisciplinas de Alcino, engedrando a negociação do atacante com a Portuguesa. Foi contratado em março de 1977, em um cenário forte da Lusa para ser o parceiro do ícone local Enéas. A dupla teve bons momentos tanto no estadual de 1977, em que a equipe foi semifinalista, como na primeira fase do Brasileirão daquele ano, onde foi vice-líder do Grupo C, à frente do Corinthians.
Pela nova equipe, Alcino chegou a ter repercussão nacional ao marcar no torneio gol similar a um lance famosamente perdido por Pelé, chutando desde o meio do campo no Pacaembu para encobrir o goleiro do América de Natal. Com um bom início da passagem pela Portuguesa  lhe credenciando até aspirações à seleção brasileira, Alcino seria inclusive o primeiro futebolista com quem o torcedor rubro-verde ilustre Flávio Gomes, então adolescente, teria se encorajado a dialogar.
Porém, em 1978 a boa fase inicial diluiu-se com declínio de boas apresentações, acusações de condutas antiprofissionais (notadamente um gol perdido supostamente de modo intencional em duelo contra o Remo) e turbulências crescentes na vida conjugal, gradualmente deixando a titularidade no Canindé.

### Ainda artilheiro e campeão
Embora ainda possuísse propostas de clubes de expressão, Alcino optou em 1979 por aceitar boa oferta financeira e de mordomias extras apresentada pelo Atlético Goianiense. Teve individualmente bom desempenho no Dragão, com oito gols em sete jogos pelo Brasileirão daquele ano, mas sem que o coletivo permitisse ao clube goiano ir além do 62º lugar. A crise financeira que agravou-se no Atlético inviabilizou a permanência de Alcino, negociado em 1980 com a Internacional de Limeira.
Na Inter de Limeira, Alcino foi uma das figuras em campanha destacada no Paulistão daquele ano - sexto lugar geral e eliminada pelo São Paulo somente na na prorrogação das semifinais do segundo turno.
No início de 1981, Alcino passou então quatro meses no Bangu, entre janeiro (quando chegou a marcar em vitória de 3-2 sobre o Vasco da Gama pelo Brasileirão de 1981) e abril, motivado pela boa proposta financeira e pela proximidade que teria dos familiares ainda residentes no Rio de Janeiro.
Ao fim do primeiro semestre, o Paysandu travou negociação com a Inter de Limeira, ainda detentora do passe de Alcino, para tê-lo em troca do ponta Lupercínio. Alcino aceitou a proposta do tradicional rival do Remo pela motivação pessoal de se reaproximar da família, que se reinstalara em Belém em função do final do casamento do jogador. Em 10 de maio, ele já fazia um primeiro Re-Pa pelo Paysandu, em 0-0 que decidiu quadrangular amistoso com ULA Mérida e Izabelense.
Pelo o Paysandu, Alcino esteve na rodada inicial do campeonato paraense de 1981, em empate em 1-1 em Santa Izabel do Pará contra o Izabelense em 21 de junho. O "Papão" seria o campeão estadual naquele ano, mas sem que Alcino se ambientasse de modo duradouro na Curuzu, tanto pelo passado bastante atrelado ao Remo como pela decadência física e pelos rotineiros problemas disciplinares, chegando a receber suspensão interna. Ausente da segunda rodada e começando no banco na terceira, nesta Alcino pôde marcar dois gols em goleada de 6-0 sobre o Tiradentes. Foi a única ocasião em que marcou na campanha, sendo seus outros quatro gols pelo clube acumulados entre três partidas amistosas que disputou entre maio e novembro.
Alcino ainda foi titular na quinta rodada, a marcar a saída do treinador Orlando Fantoni; para a quinta, o Paysandu, já treinado por João Avelino, optou por recontratar o ídolo Chico Spina como referência ofensiva. Embora Alcino e Spina chegassem a jogar juntos, como em vitória de 3-1 em clássico com a Tuna Luso já pelo segundo turno, Alcino não integrou a metade final do estadual, realizado em quatro turnos: das 21 partidas, esteve presente em oito, e somente em duas atuou em todos os 90 minutos. Disputou outras duas vezes o Re-Pa como bicolor, sem vencer, embora o empate em 2-2 (substituindo Roque no decorrer do duelo) em 30 de julho no Mangueirão permitisse a volta olímpica do primeiro turno; seu terceiro clássico foi a derrota de 1-0 (onde, titular, terminou substituído por Evandro) que, em 10 de setembro, rendeu ao Remo o título do segundo turno, e foi também a última participação de Alcino no estadual de 1981.

### Decadência
Dono do próprio passe ao ser liberado em novembro de 1981 pelo Paysandu, Alcino negociou com o Santa Cruz por novos fatores pessoais, ao receber ordem judicial que restringia-o de aproximar-se da família após episódio de agressão. Contudo, pouco atuou em Pernambuco: novos episódios de indisciplina fizeram a equipe coral rescindir em março de 1982 com o atacante. A inatividade o fez chegar a ter mais de cem quilos ao chegar ao seu clube seguinte, com quem acertou somente em janeiro de 1983 - o Rio Negro, onde esteve inicialmente até abril, pelo Brasileirão daquele ano.
Ainda em 1983, Alcino atuou por outros três clubes, normalmente passando por três meses em cada um e sem maiores destaques: defendeu, na ordem, o Marília, o Sampaio Corrêa e o América de Natal, regressando então ao Rio Negro. Em sua segunda passagem pelo clube, teve relativo protagonismo no vice-campeonato amazonense de 1984, mas nova polêmica extracampo - ao acidentalmente, enquanto dirigia o ônibus que levava o elenco alvinegro, atropelar e matar um morador de rua. A tragédia faria Alcino deixar Manaus, voltando ao Rio de Janeiro em agosto de 1984 para defender o Campo Grande, equipe que recentemente havia vencido a segunda divisão brasileira em 1982 e feito um satisfatório campeonato carioca em 1983.
Contudo, Alcino não se destacou no Campo Grande, que terminou o estadual de 1984 em penúltimo e rebaixado - com sua equipe-base rumando em boa parte ao vizinho e rival Bangu, o que não foi o caso do atacante: ele chegou a dar a carreira por encerrada, após os três meses em que defendeu o "Campusca". Em agosto de 1985, foi convencido a retoma-la pelos dirigentes do Vila Nova, ainda atraídos pelo desempenho que Alcino tivera em 1979 pelo rival Atlético Goianiense. Alcino não vingou, mas estendeu satisfatoriamente a carreira no Uberaba em 1986 - com o qual foi terceiro colocado no campeonato mineiro daquele ano, abaixo apenas da dupla Atletico e Cruzeiro. Ao fim de julho, com o contrato encerrado, novamente viu-se aposentado.
Até 1989, Alcino chegou a instalar-se no município de Duque de Caxias e conciliar emprego de servente da Supergasbras com trabalhos temporários diversos para sustentar-se. Naquele ano, descobrindo casualmente seu paradeiro no Rio de Janeiro, dirigentes do Independente, então ainda sediado no bairro belenense da Marambaia antes de mudar-se para a cidade de Tucuruí, requisitaram-no na sede da Supergasbras para ser o reforço de impacto do "Galo" para o campeonato paraense de 1989. Autorizado sob condições pela ex-esposa a voltar a Belém, Alcino regressou com 15 quilos acima da massa ideal e logo lesionou um músculo da coxa, participando de apenas dois jogos. Ainda assim, teve esperanças de acertar um retorno ao Remo para encerrar definitivamente a carreira.
A negociação com o Remo não prosperou, mas Alcino ainda jogou o campeonato paraense de 1990, pelo Pinheirense. A equipe do distrito de Icoaraci contratou-o preponderantemente pelo marketing, com Alcino, recuado para a posição de meia, marcando somente um gol, mas destacando-se pelo empenho e boas jogadas exibidos ao enfrentar em março o Remo em jogo polêmico: o duelo se encaminhava para encerrar sem gols até que o tento da vitória remista, ao ser assinalado já no quinto minuto de acréscimos do segundo tempo, desatasse revolta contra a arbitragem, noticiada como tendenciosa ao "Leão". Nove jogadores do Pinheirense terminaram expulsos na confusão, incluindo Alcino. Ele não chegou a ser escalado pelo treinador Juan Álvarez para os outros dois duelos contra o Remo e, em julho, assinou a rescisão com o último clube da carreira.

## Morte e homenagens
Reestabelecido no Pará, Alcino atravessou a década de 1990 com problemas financeiros, embora pudesse morar em sítio como funcionário de antigo dirigente do Remo e manter tanto hábitos relacionados ao álcool como ritmo de jogo em partidas de várzea - curiosamente, como goleiro, criando fama a ponto de ser brevemente empregado como treinador de goleiros do Ananindeua no início da década de 2000.
Alcino integrou a Seleção Paraense ideal do século XX, em eleição promovida em 2000 entre cronistas da imprensa esportiva estadual. Em 2001, foi eleito como o melhor atacante remista. Na noite de entrega, ele recebeu o prêmio das mãos de seu filho caçula Edson, o qual não via havia mais de uma década, protagonizando naquela noite um dos mais belos e emocionantes encontros na TV esportiva do Estado.
Alcino morreu em 20 de julho de 2006, vítima de câncer generalizado. Uma das últimas homenagens em vida foi proporcionada pela ESPN Brasil, celebrando-o no Mangueirão em dia de jogo na chamativa campanha feita pelo Remo na vitoriosa Série C com o qual o clube pôde festejar a temporada do centenário.
Em 2017, o jornalista Mauro Tavernard publicou a biografia Alcino Negão Motora. Em 2020, o Remo elegeu o seu time dos sonhos, promovendo enquete entre torcedores. Alcino foi o único considerado hors concours, propiciando que Bira fosse eleito em seu lugar para a posição de centroavante.

## Títulos
Remo
- Campeonato Norte-Nordeste: 1971
- Campeonato do Norte: 1971
- Campeonato Paraense: 1973, 1974 e 1975
- Torneio Internacional de Belém: 1975
- Torneio Pará-Goiás: 1972
- Torneio Cidade de Belém: 1970
- Taça Vivenda: 1972

Paysandu
- Campeonato Paraense: 1981

### Destaques
Remo
- Vice-Campeão Brasileiro da Série B: 1971
- Artilheiro do Campeonato Paraense: 1973, 1974 e 1975
- Atacante do Século no Futebol do Pará - Seleção Paraense do Século XX

Grêmio
- Artilheiro do Campeonato Gaúcho: 1976